# Северный полюс-34
Северный полюс-34 (СП-34) — российская научная дрейфующая станция. Открыта 19 сентября 2005 года.
За период работы станция продрейфовала более полутора тысяч километров. Скорость дрейфа доходила до 28 километров в сутки.
В ходе работы станции планировалось провести ряд уникальных измерений, в числе которых измерения течений, температуры, солёности, химических и оптических свойств воды. Однако 29 мая 2006 года пресс-служба Арктического и антарктического научно-исследовательского института сообщила о том, что станция СП-34 завершила свою работу. Это произошло раньше запланированного срока, поскольку станция вошла в зону тёплого течения. В момент эвакуации на станции было 15 полярников, причём часть из них прибыла на станцию лишь в апреле. Эвакуация была произведена ледоколом Ямал.